# Стари Караорман
Стари Караорман (мкд. Стар Караорман) је насеље у Северној Македонији, у средишњем делу државе. Стари Караорман је село у саставу општине Штип.

## Географија
Стари Караорман је смештен у средишњем делу Северне Македоније. Од најближег града, Штипа, насеље је удаљено 5 km северно.
Насеље Стари Караорман се налази у историјској области Овче поље. Насеље је положено у долини реке Брегалнице, на левој обали реке. Источно од насеља уздиже се побрђе Јуруклук, најнижи део планине Плачковице ка истоку. Надморска висина насеља је приближно 290 метара.
Месна клима је блажи облик континенталне због близине Егејског мора (жарка лета).

## Становништво
Нови Караорман је према последњем попису из 2002. године имао 911 становника.
Већинско становништво су етнички Македонци (92%), а остало су махом Цинцари (7%).
Претежна вероисповест месног становништва је православље.